# Хобное (Калинковичский район)
Хобное (бел. Хобнае) — деревня в Великоавтюковском сельсовете Калинковичского района Гомельской области Беларуси.
Поблизости есть торфяные месторождения.

## География

### Расположение
В 40 км на восток от Калинкович, 19 км от железнодорожной станции Нахов (на линии Гомель — Лунинец), 119 км от Гомеля.

### Гидрография
На востоке мелиоративный канал, соединённый с рекой Турья.

## Транспортная сеть
Транспортные связи по просёлочной, затем автомобильной дороге Гомель — Лунинец. Планировка состоит из прямолинейной, близкой к широтной ориентации улицы, к которой с севера присоединяются одна и с юга 2 короткие улицы. Застройка деревянная, двусторонняя усадебного типа.

## История
По письменным источникам известна с XVI века как деревня в Речицком повете Минского воеводства Великого княжества Литовского. Под 1566 год обозначена в материалах о границах новых уездов ВКЛ, созданных по административной реформе 1565-66 годов. Владелица деревни Б. Лощина (из рода Юдицких) 18 марта 1674 года своей записью в Мозырском суде передала часть своих владений, в том числе село Хобное, иезуитам. В 1834 году владение Аскерко. Дворянин Моравский владел здесь в 1876 году 1954 десятинами земли. Согласно переписи 1897 года действовали Иоаннобогословская церковь, церковно-приходская школа (открыта в 1889 году), хлебозапасный магазин, трактир. Рядом находился фольварк. В 1908 году в Автюкевичской волости Речицкого уезда Минской губернии.
С 8 декабря 1926 года центр Хобненского сельсовета Юровичского, с 8 июля 1931 года Хойникского, с 20 февраля 1938 года Василевичского, с 16 сентября 1959 года Калинковичского районов Речицкого, с 9 июня 1927 года Мозырского (до 26 июля 1930 года и с 21 июня 1935 года по 20 февраля 1938 года) округа, с 20 февраля 1938 года Полесской, с 8 января 1934 года Гомельской областей.
В 1930 году создан колхоз «Борец». Во время Великой Отечественной войны в июне 1943 года оккупанты полностью сожгли деревню и убили 39 жителей. В боях за деревню и окрестности погибли 36 советских солдат и партизан (похоронены в братской могиле). На фронтах и в партизанской борьбе погибли 182 жителей, память о них в 1975 году около клуба установлены 2 стелы и 15 надгробных плит с именами павших. Согласно переписи 1959 года центр колхоза «Заря». Расположены лесничество, швейная мастерская, средняя школа, клуб, библиотека, фельдшерско-акушерский пункт, ветеринарный участок, отделение связи, магазин, детский сад. До 31 декабря 2009 года центр Хобненского сельсовета.

## Население

### Численность
- 2004 год — 168 хозяйств, 372 жителя.

### Динамика
- 1834 год — 46 дворов.
- 1885 год — 58 дворов, 400 жителей.
- 1897 год — 588 жителей; в фольварке 4 двора, 48 жителей (согласно переписи).
- 1908 год — 144 двора.
- 1930 год — 950 жителей.
- 1940 год — 205 дворов, 710 жителей.
- 1959 год — 868 жителей (согласно переписи).
- 2004 год — 168 хозяйств, 372 жителя.